# Кискачи, Юрий Фёдорович
Юрий Фёдорович Кискачи́ (14 [27] ноября 1904, Москва — 8 декабря 1963, Москва) — советский художник-график, иллюстратор. Член МОСХа.

## Биография
Родился 27 ноября 1904 года в Москве. Отец — Фёдор Семёнович Кискачи (умер в 1924 году в Москве), караим, потомственный почётный гражданин, вице-директор Акционерного общества гильзовой фабрики «А. Катык и К°». Мать — Ядвига Фёдоровна Бернард (1871—1940), племянница композитора М. И. Бернарда.
Брат — Фёдор Фёдорович Кискачи (1898—1988), инженер-технолог, в годы гражданской войны воевал в Красной Армии. 
В детстве увлёкся рисованием. Трудовую деятельность начал в 1919 году конторщиком Главлескома. В 1924 году поступил в Московский текстильный институт, но вскоре перестал посещать занятия. Работал разносчиком газет в издательстве «Правда». С 1926 по 1929 год учился в специальной школе рисования при Хамовническом роно у А. Д. Гончарова, П. Я. Павлинова и В. А. Фаворского, в 1936—1939 годах — на отделении повышения квалификации художников при Московском государственном художественном институте у А. М. Гусятинского.
С 1929 по 1934 год преподавал в средних школах Москвы. В 1930-х годах трудился художником-оформителем в Государственной Третьяковской галерее и Коммунальном музее. С 1928 года работал иллюстратором сказок и других литературных произведений в журналах «Пионер», «Затейник», «Дружные ребята», «Вокруг света», «Мурзилка» и других. Занимался иллюстрацией и оформлением книг для Воениздата и издательства «Советская литература». В годы Великой Отечественной войны — сотрудник журнала «Фронтовой юмор» (издание политуправления Западного фронта), где печатались выполненные им карикатуры.
В 1955 году подписался под «Обращением Всемирного совета мира».
Умер 8 декабря 1963 года в Москве. Похоронен на Калитниковском кладбище.

### Семья
Жена — Елена Николаевна Померанцева (1910—1993), главный врач медико-санитарной части № 6 в Москве, кавалер ордена «Знак Почёта» (1954).
- Сын — Андрей Юрьевич Кискачи (1935—1987). Был женат на Марии Григорьевне Розе, дочери советского художника-плакатиста Григория Абрамовича Розе. Сыновья Дмитрий и Алексей Кискачи[11][12].

## Творчество
Произведения художника хранятся в ГМИИ, ГТГ, ГЛМ и Музее Москвы:

### Книжные иллюстрации
- «Батько Боженко» Н. Ф. Гарнича (1933)
- «Левша» Н. С. Лескова (1944)
- «Морские истории» Б. С. Житкова (1946)

Неизданное
- «Трубка коммунара» И. Г. Эренбурга (1928—1960)
- «Ташкент — город хлебный» А. С. Неверова (1930)
- «Гадюка» (1930—1952) и «Московские ночи» (1948) А. Н. Толстого
- «Пиковая дама» (1935), «История Пугачёва» (1939), «Выстрел» и «Повести Белкина» (1960) А. С. Пушкина
- «Скверный анекдот» (1937—1963), «Кроткая» и «Идиот» (1962) Ф. М. Достоевского
- «Тамбовская казначейша» М. Ю. Лермонтова (1944)
- «Ванина Ванини» Стендаля (1945—1963)
- «После бала» Л. Н. Толстого (1951)
- «Золушка» Ш. Перро (1952)
- «Рождённые бурей» Н. А. Островского (1938)
- «Первая любовь» И. С. Тургенева (1941—1960)
- «Брак по расчёту» А. П. Чехова (1945)
- «Девяносто третий год» В. Гюго (1952)

### Журнальные иллюстрации
- Синдбад-мореход. Арабская сказка (Пионер, 1936, № 12)
- Алладин и волшебная лампа. Арабская сказка (Пионер, 1936, № 10)
- Р. Стийенский. Обрен Саморанный (Пионер, 1936, № 6)
- В. Ирвинг. Легенда об арабском звездочёте (Пионер, 1937, № 1)
- Э. Гофман. Щелкунчик и мышиный король (Пионер, 1937, № 1)
- Р. Броунинг. Клетчатый флейтист из Хемлина (Пионер, 1937, № 7)
- В. Гауф. Молодой англичанин (Пионер, 1937, № 3)
- М. Лоскутов. Дедова болезнь (Пионер, 1937, № 3)
- Ш. Руставели. Витязь в тигровой шкуре (Пионер, 1937, № 6—12)
- В. Скотт. Рассказ слепого странника Вилли (Пионер, 1938, № 4)
- Л. Баранов. Приключения карты Колумба (Пионер, 1939, № 11)
- Василиса Прекрасная (Пионер, 1939, № 1)
- Б. Ибаньес. Двойной выстрел (Пионер, 1939, № 2)
- Страна Бумба. Из калмыцкого эпоса «Джангар» (Пионер, 1941, № 1-2)
- В. Ян. Никита и Микитка (Пионер, 1943, № 1—2)
- К. Ушинский. Слепая лошадь (Пионер, 1946, № 4)
- Н. Кончаловская. Медный бунт (Пионер, 1950, № 11)
- Три гроша. Словацкая народная сказка (Пионер, 1955, № 12)
- Астролог и лекарь на Кошубах. Польская народная сказка (Пионер, 1955 № 12)
- В. Бонч-Бруевич. Воспоминания о Ленине (Пионер, 1955, № 4)
- А. Саксе. Кузнец своего счастья (Пионер, 1963, № 2)

### Прочее
- Серии пейзажей «Москва» (1930—1950-е) и «Крым» (1959—1960);
- Натюрморты (с фруктами, с хлебом, 1963)
- Автопортрет (до 1948)

## Выставки
Участвовал в выставках с 1927 года, в частности: 
- Выставка иллюстраций к „Библиотеке Краснофлотца“ (Москва, 1945)[14]
- Выставка журнального рисунка (Москва, 1954)[15]

Персональные выставки прошли в 1964 и 1966 году в Москве.

## Критика
Н. Витинг считал, что «… в работах Кискачи не чувствуется большой школы, и рисунок человеческой фигуры зачастую слишком примитивен. Очевидно, поэтому творчество художника замкнуто кругом отвлечённых тем».
По замечанию Т. Правдивцевой, Ю. Ф. Кискачи «находился под обаянием художников конца XIX века (в частности, художников «Мира искусства»)».